# ジェームス・イハ
ジェームス・イハ（James Yoshinobu “Jonas” Iha、日本名：井葉 吉伸（いは よしのぶ）、1968年3月26日 - ）は、アメリカ・シカゴ出身のミュージシャンでスマッシング・パンプキンズのギタリストとしても知られる。
現在はニューヨークを拠点に、ソロ活動、バンド活動（ア・パーフェクト・サークル、ティンテッド・ウィンドウズ）、音楽プロデューサー、ファッションデザイナーを行っている。またファウンテインズ・オブ・ウェインのアダム・シュレシンジャーらとのインディ・レーベル「Scratchie Records」、スタジオ「Stratosphere Sound」の経営でも知られている。
日系人（日本人）の両親を持つ日系2世であるが、日本語はほとんど話せない。

## 略歴
- 1988年7月9日 - スマッシング・パンプキンズの一員として、初のライブを行う。以降、ギタリストとして活躍。解散までに5枚のオリジナル・アルバム含む多数の作品を発表し、いくつかの作品では作曲とボーカルも手がけた。
- 1998年 - 初のソロ・アルバム『レット・イット・カム・ダウン』をリリース。
- 2000年 - スマッシング・パンプキンズ解散。
- 2001年 - ファッションブランド、『VAPOR（ヴェイパー）』を立ち上げ。生産はBEAMSがバックアップ。またCHARAに楽曲『スカート』『ボクにうつして』を提供し、プロデュースも担当。PVにも出演した。
- 2003年 - 春、ブランド名VAPORを『VAPORIZE』に変更。
- 2003年7月 - メイナード・ジェームス・キーナンによるサイド・プロジェクト、ア・パーフェクト・サークルにギタリストとして加入。
- 2004年6月 - ア・パーフェクト・サークルが活動停止。
- 2005年 - 邦画『リンダ リンダ リンダ』の音楽を担当。その後、同映画に出演した湯川潮音の楽曲をプロデュース。
- 2006年 - スマッシング・パンプキンズの活動再開が正式に発表されるが、ジェームスは翌年4月に正式に参加しない事を発表した。
- 2008年 - ア・パーフェクト・サークルの活動再開。
- 2009年 - 邦画『カケラ』の音楽を担当。
- 2009年2月 - 新バンドティンテッド・ウィンドウズの結成を発表。自身がギターを担当し、ハンソンのテイラー・ハンソンをボーカルに、ファウンテインズ・オブ・ウェインのアダム・シュレシンジャーをベーシストに、チープ・トリックのバン・E・カルロスをドラマーにそれぞれ迎える。
- 2009年4月 - ティンテッド・ウィンドウズがセルフタイトルのデビューアルバムを発表。
- 2010年4月 - オフィシャルサイトがリニューアル・オープン。2枚目のソロ・アルバムを制作中であることが伝えられる。
- 2010年8月 - ア・パーフェクト・サークルのメンバー・ギタリストとして正式に復帰。
- 2012年2月 - EMI ROCKS音楽フェスティバルに初の海外アーティストとして参加。
- 2012年3月 - 14年ぶりとなるセカンド・ソロ・アルバム『ルック・トゥ・ザ・スカイ』をリリース。また先行して本人監修によるデジタル・リマスタリングされボーナス・トラックを含めた『レット・イット・カム・ダウン』の再発も行われた。
- 2016年3月27日 - ビリー・コーガンの勧誘により、スマッシング・パンプキンズのライブにゲスト出演し、数曲演奏する。
- 2018年 - 正式メンバーとしてスマッシング・パンプキンズに復帰[1]。

他、パンプキンズの一度目の解散以降は多数のアーティストの作品に、演奏、作曲、リミックス、プロデュースで参加している

## ディスコグラフィ

### ソロ・アルバム
- 『レット・イット・カム・ダウン』 - Let it Come Down (1998年)
- 『ルック・トゥ・ザ・スカイ』 - Look to the Sky (2012年)

### スマッシング・パンプキンズ
- 『ギッシュ』 - Gish (1991年)
- 『サイアミーズ・ドリーム』 - Siamese Dream (1993年)
- 『パイシーズ・イスカリオット』 - Pisces Iscariot (1994年) ※コンピレーション
- 『メロンコリーそして終りのない悲しみ』 - Mellon Collie and the Infinite Sadness (1995年)
- 『ジ・エアロプレイン・フライズ・ハイ』 - The Aeroplane Flies High (1996年) ※コンピレーション
- 『アドア』 - Adore (1998年)
- 『マシーナ/ザ・マシーンズ・オブ・ゴッド』 - Machina/the machines of God (2000年)
- 『マシーナII』 - Machina II/the friends & enemies of modern music (2000年)
- 『ロットン・アップルズ』 - Rotten Apples (2001年) ※コンピレーション
- 『シャイニー・アンド・オー・ソー・ブライト VOL.1 / LP:ノー・パスト、ノー・フューチャー、ノー・サン』 - Shiny and Oh So Bright, Vol.1/LP:No Past. No Future. No Sun.（2018年）
- 『CYR』 - Cyr (2020年)

### ア・パーフェクト・サークル
- 『eMOTIVe』 - eMOTIVe (2004年) ※「People Are People」のみ参加
- aMotion (2004年)
- Three Sixty (2013年) ※コンピレーション

### ウィスキータウン
- 『ニューモニア』 - Pneumonia (2001年)

### Vanessa and the O's
- La Ballade d'O (2003年)

### ティンテッド・ウィンドウズ
- 『ティンテッド・ウィンドウズ』 - Tinted Windows (2009年)

### サウンドトラック・アルバム
- Because of Winn-Dixie soundtrack (2005年) ※映画『きいてほしいの、あたしのこと -ウィン・ディキシーのいた夏』ウェイン・ワン監督。5曲目に参加。with アダム・シュレシンジャー
- 『「リンダ リンダ リンダ」オリジナル・サウンドトラック』 - Linda Linda Linda soundtrack (2005年) ※映画『リンダ リンダ リンダ』山下敦弘監督
- Kakera: A Piece of Our Life (2009年) ※映画『カケラ』安藤モモ子監督

### 参加アルバム
- アイヴィー : 『アパートメント・ライフ』 - Apartment Life (1997年)
- アイヴィー : 『ロング・ディスタンス』 - Long Distance (2001年)
- CHARA : 『マドリガル』 - Madrigal (2001年)
- ファウンテインズ・オブ・ウェイン : 『ウェルカム・インターステイト・マネージャーズ』 - Welcome Interstate Managers (2003年)
- ブルックヴィル : 『ワンダフリー・ナッシング』 - Wonderfully Nothing (2003年)
- メリッサ・オフ・ダ・マー : 『オフ・ダ・マー』 - Auf der Maur (2004年)
- アイヴィー : 『イン・ザ・クリア』 - In the Clear (2005年)
- 湯川潮音 : 『湯川潮音』 (2006年) ※「蝋燭を灯して」に参加
- イザベル・キャンベル : 『ミルクホワイト・シーツ』 - Milkwhite Sheets (2006年)
- ファウンテインズ・オブ・ウェイン : 『トラフィック・アンド・ウェザー』 - Traffic and Weather (2007年)
- ア・キャンプ : Colonia (2009年)
- イザベル・キャンベル & マーク・ラネガン : Hawk (2010年)
- Various Artists : 『高橋幸宏トリビュート“レッド・ダイアモンド”』 (2012年) ※高橋幸宏トリビュート・アルバム。「Where Are You Heading To?」で参加
- 高橋幸宏 :『LIFE ANEW』 (2013年) ※作詞・作曲・演奏で参加
- スコット・ウェイランド : Blaster (2015年) ※「Blue Eyes」に参加
- ビリー・コーガン : Ogilala (2017年) ※「Proccessional」に参加